# Belvedere Castle

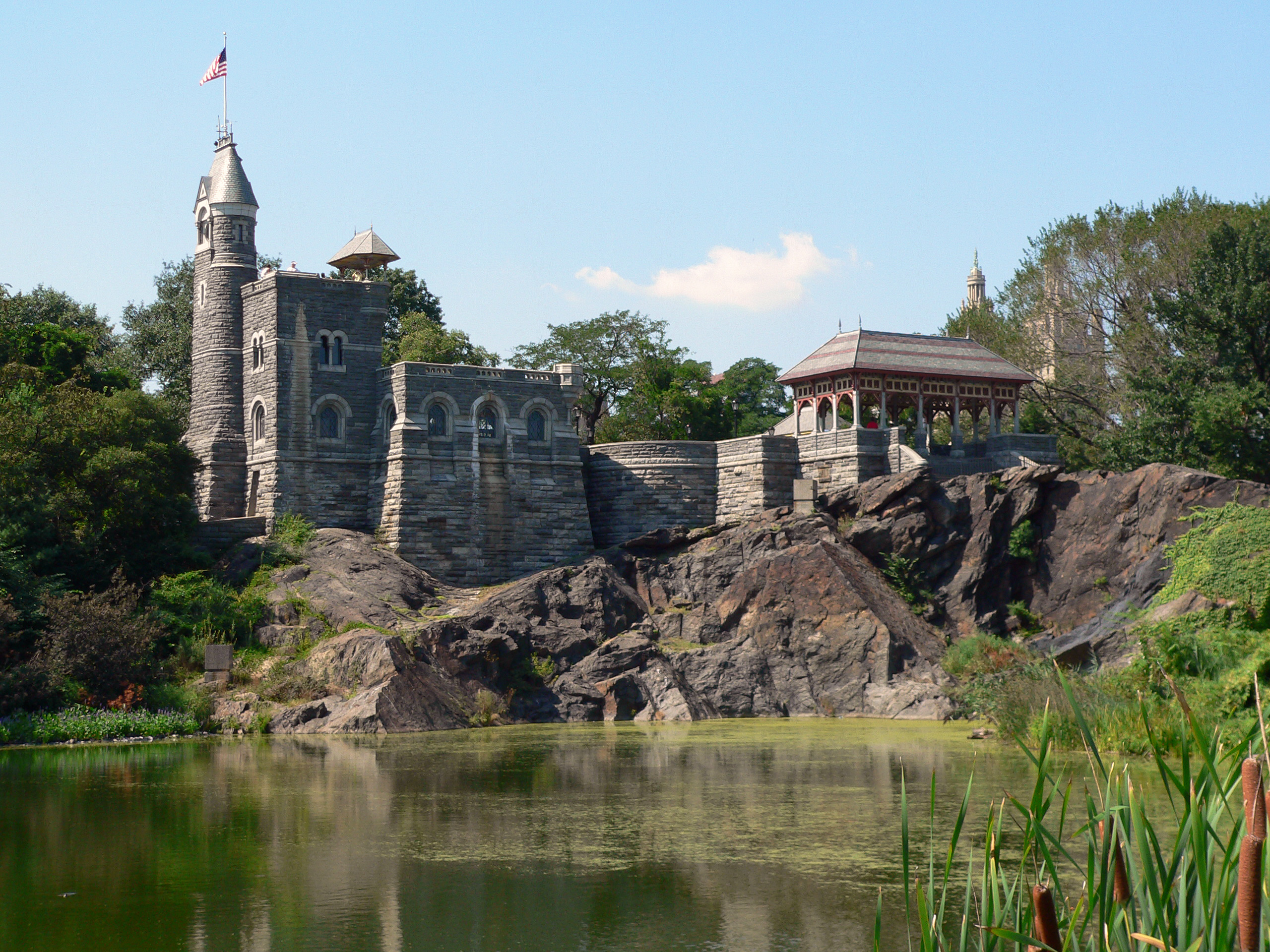
Belvedere Castle

Belvedere Castle liegt auf der zweithöchsten Erhebung (Vista Rock) im Central Park in New York City und rund 250 m westlich des Metropolitan Museum of Art, zwischen der den Park durchquerenden 79. Straße und dem Turtle Pond. Nördlich des Schlosses, am gegenüberliegenden Ufer des Turtle Ponds, liegt das Delacorte Theater, eine Freiluftbühne, an der im Sommer kostenlose Shakespeare-Aufführungen geboten werden.
Es wurde von Calvert Vaux, einem der beiden Landschaftsplaner des Central Parks, entworfen und 1869 aus Schiefer erbaut, der beim Aushub für die Teiche bei der Gestaltung des Central Parks gewonnen wurde.
Das Belvedere Castle beherbergt das Central Park Learning Center. In der „Discovery Chamber“ wird ein Überblick über die Fauna des Parks geboten. Seit 1992 ist die Wetterstation New York Meteorological Observatory im Schloss untergebracht.

## Trivia
Das Belvedere Castle wurde Ende der 1970er Jahre dadurch bekannt, dass es in der Sesamstraße als Schloss von Graf Zahl (englisch Count von Count) gezeigt wurde.
Im Film Die Schlümpfe dient das Belvedere Castle als Unterschlupf des Zauberers Gargamel in New York.